# Harrison River
Harrison River är ett vattendrag i Kanada.   Det ligger i provinsen British Columbia, i den södra delen av landet, 3 500 km väster om huvudstaden Ottawa. Harrison River ligger vid sjöarna  Bateson Slough och Duncan Slough.
I omgivningarna runt Harrison River växer i huvudsak barrskog. Runt Harrison River är det ganska tätbefolkat, med 248 invånare per kvadratkilometer.